# Vaanee
Vaanee är en ö i Södra Nilandheatollen i Maldiverna.  Den ligger i administrativa atollen Dhaalu, i den centrala delen av landet, 170 km sydväst om huvudstaden Malé. Ön var tidigare bebodd (cirka 200 invånare), men drabbades hårt av en tsunami i samband med jordbävningen i Indiska oceanen 2004. Befolkningen har flyttats till grannön Kudahuvadhoo. 